# Gian Rinaldo Carli
Gian Rinaldo Carli (1720–1795), també conegut per altres noms, va ser un economista italià, historiador, i antiquari.

## Nom
"Gian Rinaldo Carli" és la forma italiana moderna del seu nom, que també pot aparèixer tan "Gianrinaldo Carli" o "Gian-Rinaldo Carli". El seu Delle Monete va ser atribuït a "Conte Don Gianrinaldo Carli-Rubbi". En aquest nom, conte és la forma italiana de "comte", don és un honorífic derivat del llatí dominus ("senyor, mestre"), "Gian" és el diminutiu italià de Giovanni, i al seu cognom se li afegeix amb un guionet el de la seva dona. El seu Degli Anfiteatri va ser atribuït a "Commendatore conte don Gianrinaldo Carli", on commendatore és la forma italiana de "comandant", dels seus honors cavallerescs. Va signar amb el seu nom en llatí com "Johannes Rinaldus Comes Carlius. En les primeres fonts, el seu nom també apareix com "Giovanni Rinaldo, Comte de Carli", i "Giovanni Rinaldo, comte de Carli-Rubbi".

## Vida

Gian Rinaldo Carli de Bartolomeo Nazari

Giovanni Rinaldo Carli va néixer a Capo d'Istria a la República de Venècia (actualment Koper a Eslovènia) l'11 d'abril de 1720, fill gran del comte Rinaldo Carli i Cecilia Imberti.
Va destacar com un jove estudiós. El 1744, amb 24 anys, va ser nomenat pel Senat de Venècia a la Universitat de Pàdua com a professor d'astronomia i navegació, de recent creació. Al mateix temps, se li va encomanar la superintendència de la marina veneciana. Durant aquests anys va formar part d'una gran disputa a l'acadèmia italiana per l'existència de bruixots, amb la gran majoria dels acadèmics fent costat a Girolamo Tartarotti contra el marquès de Maffei i el fort escepticisme del comte Carli. Va ocupar hàbilment els seus càrrecs durant set anys abans de renunciar a estudiar economia i història. El seu treball en economia va cridar l'atenció de Leopold de Toscana, després emperador, que el va posar al capdavant del seu consell d'economia i del consell d'instrucció pública el 1765. El 1769 va esdevenir conseller privat i, el 1771, president de un nou consell de finances. A la seva vellesa, va ser rellevat dels deures d'aquests càrrecs mentre continuava percebent els seus emoluments. Durant el seu temps lliure, va escriure sobre la història d'Itàlia i altres temes.
El comte Carli va morir de malaltia a Cusano, Milà el 22 de febrer de 1795.

## Obres
Els seus principals treballs econòmics són On Money ; Ragionamento de 1759, en què va argumentar que la balança de comerç entre dues nacions no es pot considerar de forma aïllada, ja que ambdues poden obtenir les seves transaccions recíproques; i On Free Trade in Grain de 1771, que argumenta que el lliure comerç de cereals —adoptat per Gran Bretanya després de la derogació posterior de les seves lleis del blat de moro— no sempre és convenient. La seva obra principal va ser AItalian Antiquities, en la qual la literatura i les arts del seu país es discuteixen hàbilment. Altres obres destacades van ser The Free Man, una refutació del contracte social de Rousseau ; un atac a l'afirmació d'Abbe Tartarotti sobre l'existència de mags; les seves Observations on Ancient and Modern Music; i diversos poemes. Una edició completa de les seves obres va ser publicada en 18 volums a Milà de 1784 a 1794; no inclou les seves American Letters.
- Carli, Giovanni Rinaldo. Della Spedizione degli Argonauti in Colco.  Venice: Giambattista Recurti, 1745.
- Carli, Gian Rinaldo. Dissertazione intorno alla declinazione o variazione della calamita e bussola nautica dal polo.  Benedetto Milocco, 1747.
- Carli-Rubbi, Giovanni Rinaldo. Relazione delle Scoperte Fatte nell'Anfiteatro di Pola.  Venice: Giambatista Pasquali, 1750.
- Carli-Rubbi, Giovanni Rinaldo. Delle Monete e dell'Instituzione delle Zecche d'Italia dell'Antico, e Presente Sistema d'Esse: e del Loro Intrinseco Valore, e Rapporto con la Presente Moneta dalla Decadenza dell'Impero sino al Secolo XVII, Vol. I, 1754. . (italià)
- Carli-Rubbi, Giovanni Rinaldo. Delle Monete..., Vol. II.  Pisa: Giovan Paolo Giovannelli & Co., 1757.
- Carli, Gian Rinaldo. Opere. 9.  Monistero di s. Ambrogio Maggiore, 1785.
- Carli, Gian Rinaldo. Opere. 10.  Monistero di s. Ambrogio Maggiore, 1785.
- Carli, Gian Rinaldo. Opere. 19.  Monistero di s. Ambrogio Maggiore, 1785.
- Carli, Gian Rinaldo. Lettere americane. Parte prima.  Monistero di s. Ambrogio Maggiore, 1785.
- Carli, Gian Rinaldo. Lettere americane. Parte seconda.  Monistero di s. Ambrogio Maggiore, 1785.
- Carli, Gian Rinaldo. Lettere americane. Parte terza.  Monistero di s. Ambrogio Maggiore, 1786.
- Carli, Gian Rinaldo. Lettere americane. Parte quarta.  Monistero di s. Ambrogio Maggiore, 1786.
- Carli-Rubbi, Giovanni Rinaldo. Delle Monete..., Vol. III.  Lucca: Jacopo Giusii, 1760.
- Carli, Giovanni Rinaldo. Delle Antichitá Italiche, Pt. I.  Milan: Monastery of Sant'Ambrogio Maggiore, 1788. . (italià)   & (llatí)
- Carli, Giovanni Rinaldo. Degli Anfiteatri e Particolarmente del Flavio di Roma di quello d'Italica nella Spagna e di quello di Pola nell'Istria.  Milan: Monastery of Sant'Ambrogio Maggiore, 1788., que forma la part II de la Delle Antichità Italiche . (italià)   & (llatí)
- Carli, Giovanni Rinaldo. Delle Antichita' Italiche, Pt. III.  Milan: Monastery of Sant'Ambrogio Maggiore, 1789.   & (llatí)
- Carli, Giovanni Rinaldo. Delle Antichitá Italiche, Pt. IV, con Due Appendici di Documenti.  Milan: Monastery of Sant'Ambrogio Maggiore, 1790.   & (llatí)
- Carli, Giovanni Rinaldo. Appendici di Documenti Spettanti alla Parte Quarta delle Antichità Italiche.  Milan: Monastery of Sant'Ambrogio Maggiore, 1791., de vegades anomenat Vol. V de la Delle Antichità Italiche . (italià)   & (llatí)